# Gegenkurbel

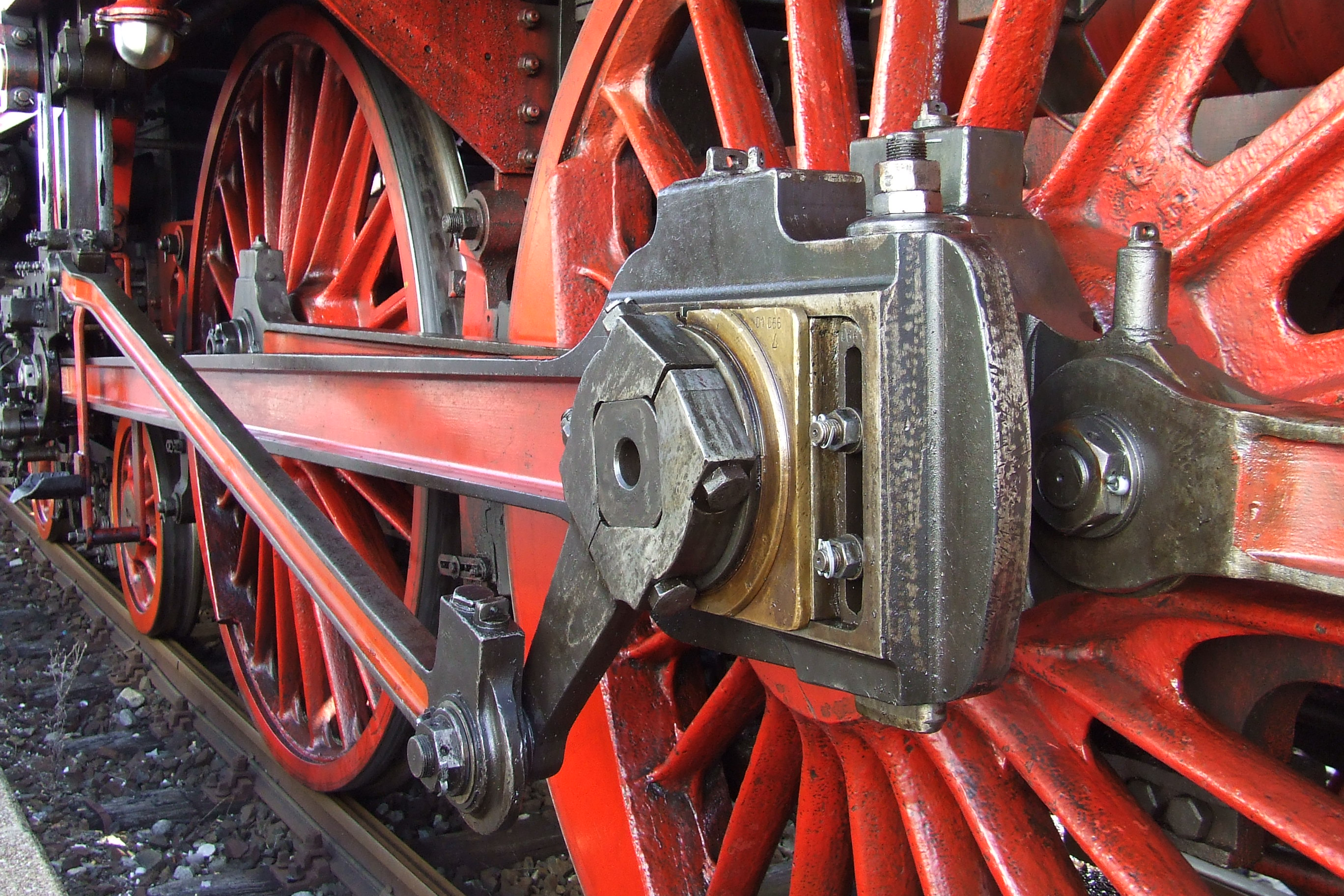
Gegenkurbel an der Treibachse der 01 066

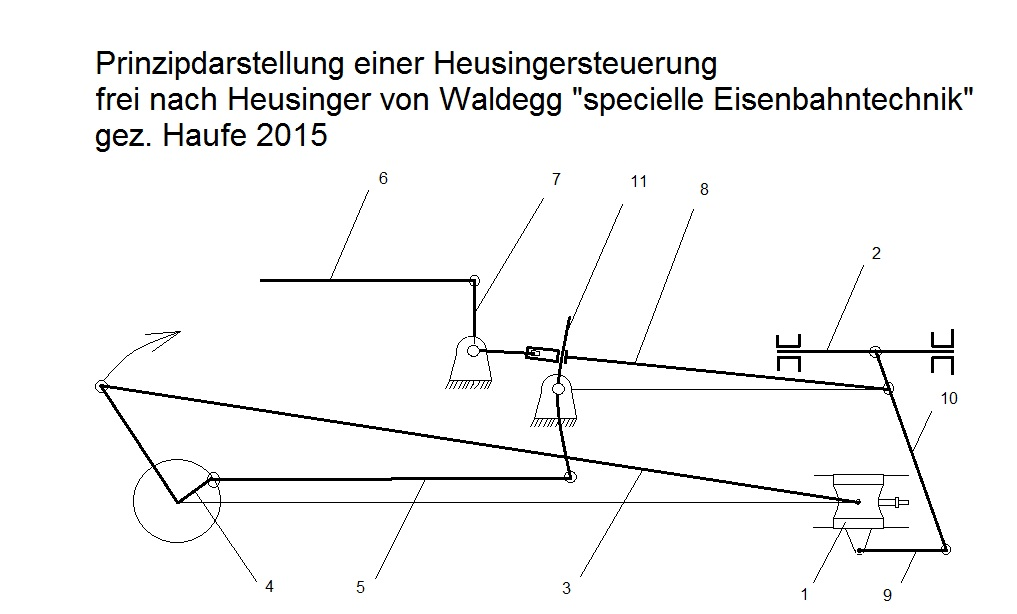
Prinzipdarstellung einer Heusinger-Steuerung

Die Gegenkurbel ist ein Teil der äußeren Kulissensteuerung einer Dampflokomotive, von deren Klassifikation die bekannteste als Heusinger-Steuerung ausgeführt worden ist.

## Anwendung und Zweck
Die Gegenkurbel überträgt die Bewegung der Treibachse über die Schwingenstange auf die Schwinge der Heusinger-Steuerung. Dabei erkennt man auf dem Foto die Befestigung auf dem Treibzapfen der Treibachse mit einem Vierkant. Die Gegenkurbel kann demzufolge als wartungsfreie Verbindung der Steuerung der Dampflokomotive bezeichnet werden. Lediglich die Verbindung zu der Schwingenstange ist mit einer Schmierstelle versehen.
Auf der Skizze erkennt man, dass bei der Dampflokomotivbewegung eine gleichbleibende Schwingung durch die Gegenkurbel übertragen wird, die ohne Einfluss von der Stellung der Steuerungsstange und somit des Steuerungsrades im Führerstand ist. Die Gegenkurbel überträgt die Bewegung auf die Schwinge um 90° voreilend, das bewirkt, dass die Schieberstange in den Endstellungen, und damit bei der Füllung des Zylinders mit Dampf, noch verharrt und erst nach der Rückwärtsbewegung des Kreuzkopfes aus der Endstellung zurückgezogen wird.